# Rotsduif
De rotsduif (Columba livia) is de voorvader van de huisduif (Columba livia domestica), waaronder de postduif en de stadsduif.

## Kenmerken
Het verenkleed is lichtgrijs van kleur, met een donkergrijze kop en hals. De zijden van de hals zijn glanzend groen en paars. De vleugels bevatten twee donkere vleugelstrepen. In de vlucht valt de donkergrijze staart met de zwarte eindband en de witte ondervleugel op. De snavel is donker met een witte vlezige washuid rond de neusgaten. Het verenkleed bij beide geslachten is gelijk. De lichaamslengte bedraagt 31 tot 34 cm en het gewicht 200 tot 300 gram.

## Verspreiding en leefgebied

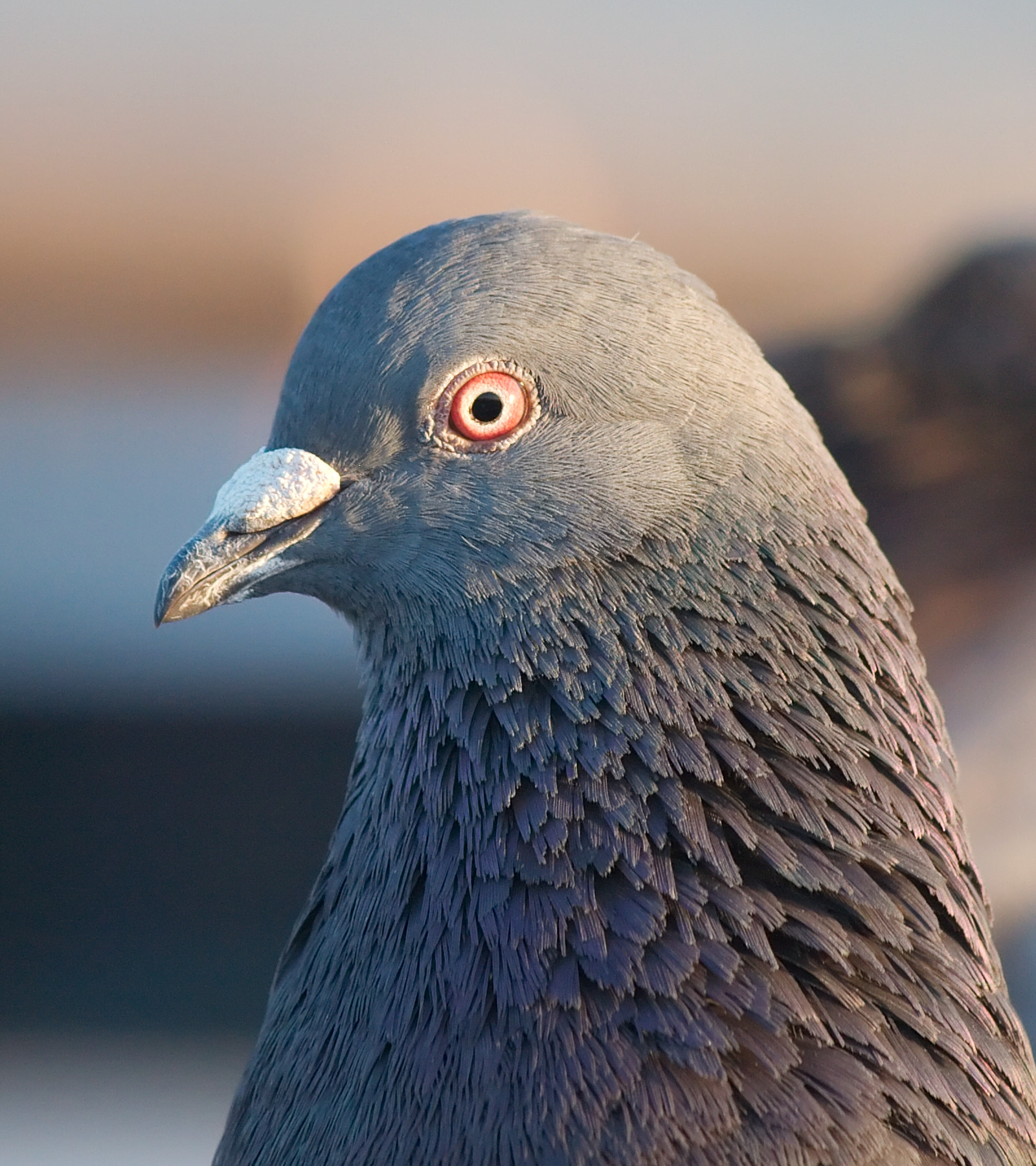
Rotsduif in Santa Barbara

Rotsduiven broeden voornamelijk in bergachtige gebieden rond het Middellandse Zeegebied en tellen negen ondersoorten:
- C. l. livia: van westelijk en centraal Europa, noordelijk Afrika tot centraal Azië.
- C. l. gymnocycla: van Mauritanië en Senegal tot zuidelijk Mali en Ghana.
- C. l. targia: van noordelijk Mali en zuidelijk Algerije tot centraal Soedan.
- C. l. dakhlae: westelijk Egypte.
- C. l. schimperi: oostelijk Egypte, zuidelijk Soedan en Eritrea.
- C. l. palaestinae: van Sinaï tot Syrië en het westelijk en zuidelijk Arabisch Schiereiland.
- C. l. gaddi: van oostelijk Turkije tot Oezbekistan en westelijk en noordelijk Afghanistan.
- C. l. neglecta: van westelijk Pakistan en oostelijk Afghanistan tot de Himalaya.
- C. l. intermedia: zuidelijk India en Sri Lanka.

## Voortplanting
Het nest wordt gebouwd in een ondiepe rotsspleet. Het legsel bestaat meestal uit  twee vuilwitte eieren, die door beide vogels in 17 dagen uitgebroed worden in een nest op een rotsrichel of in holten. Er kunnen twee tot drie broedsels per jaar voorkomen.
De vrouwtjes bezetten vaak jaren achter elkaar hetzelfde territorium en kiezen doorgaans dezelfde partner. De rotsduif is de stamvorm van de stadsduif en de postduif, de tamme duiven die tegenwoordig in veel steden aangetroffen worden.

## Gedomesticeerd
De tamme duif is omstreeks 500 v.Chr. in Noord-Afrika gedomesticeerd uit de rotsduif.
De nakomelingen worden al heel lang door de mens gehouden als pluimvee: duiven om vet te mesten (en op te eten), als lokduif, als sierduif en vooral ook als postduif.
Duiven hebben een fenomenaal oriëntatievermogen. Een duif die ver van huis gebracht wordt, tot honderden kilometers ver, weet feilloos de weg naar huis weer terug te vinden. Dit werd in het verleden gebruikt om berichten over te brengen en tegenwoordig in de duivensport.
De halfwilde stadsduif, ontstaan uit 'wilde' rotsduiven en verwilderde tamme duiven, wordt soms beschouwd als een ondersoort: Columba livia domestica.

## Niet gedomesticeerd
De rotsduif komt oorspronkelijk uit Europa, Azië en Noord-Afrika, nu komt hij wereldwijd voor.

## Video
|  |  |